# Інститутка
«Інститутка» (початкова назва Панночка) — повість української письменниці Марко Вовчок, вперше видана у 1862 році в українському діаспорному журналі Санкт-Петербургу «Основа». Перша в українській літературі соціальна повість.
В основі сюжету твору — наростання соціальних суперечностей в українському селі напередодні ліквідації кріпацтва, розкриття характерів двох антагоністичних сил: панів-кріпосників і селян-кріпаків, стихійний протест проти жорстокості та сваволі панства, засудження кріпацтва як великого соціального зла.
Повість має присвяту Тарасові Шевченку.

## Сюжет
Повість розпочинається з того, що оповідачка Устина розказує про свою гірку недолю: не знає вона своїх батька та матері, змалку у неволі. Але вона на те не зважає — не можна ж людині весь час журитися. За старої пані дівчата у дворі жили спокійно, не дозволяла вона тільки виходити нікуди, навіть до церкви у неділю. Хіба що на велике свято. Зате не била, не знущалася, бо була вже стара. Кожен день шили дівчата у своїм покої. Інколи було зовсім нудно, інколи ж чомусь розвеселяться вони. У старої була онучка, яка вчилася в інституті. Через деякий час повідомила панночка, щоб забирали її. Почалися приготування.
Нарешті приїхала молода панночка. Була вона вродлива, щебетала коло бабусі та все розповідала, як її мучили в інституті. Навчилася вона добре тільки музики та французької мови. Панночка стала вибирати собі дівчину в прислуги й обрала оповідачку — Устину. Дуже бідкалась, що та нічого не вміє. Дівчата-кріпачки пожаліли свою подругу. Видно було, що не солодко їй доведеться. Увечері покликали Устину до панночки роздягати її. А та вже сердиться, зриває одяг, кричить на дівчину. Обізвала її дурною, тому що вона не вміє звивати кіс.
Наступного дня прокинулася панночка зранку, ходить скрізь, розглядає та все питає у бабусі, коли ж вони гостей покличуть, бо вона тільки про це і мріяла. Почали готуватися, шити молодій одяг, бігали, кроїли. Панночка була задоволена. Понаїхало багато гостей. Всі паничі коло неї так і в'ються, а вона розквітає і говорить з ними ласкаво. Поступово панночка перевернула все на свій лад. Бабусі заборонила плести, бо перед гостями соромно, тому нудилася тепер стара у кутку. Дівчат взагалі не милувала. Цілий день вони мусили гаптувати, а вона все перевіряла, сердилася навіть, коли йшли обідати. Поступово почала їх штурхати, а потім і бити. Давала спокій тільки тоді, коли приїжджали гості.
Одного разу так вибила Устину за те, що та не могла її заплести, аж дівчина довго хворіла. І пані ще насварилася, захищаючи «бідну» онучку. Довго лежала Устя, не мала сил встати. А панночка сердиться, що вона ледарює, скаржилася бабусі. Викликали дівчину до себе, знову почала її молода хазяйка штурхати, кричати на неї. Панночка дізналася, що у місті працює дуже вродливий і гордий полковий лікар. Щоб якось заманити його до себе в гості, вдала з себе хвору. Так і закохався він у дівчину, та й вона його полюбила.
Паничі, побачивши таке діло, перестали приїжджати. Зате лікар вчащає кожного дня. Журиться тільки панночка, що бідний він. Аж потім дізналася, що він має хутірець, і дуже зраділа. Бабуся пообіцяла лишити їй у спадок свій маєток. Заспокоїлася молода. Вихваляється перед сусідками, показуючи бабині подарунки наче від молодого, а ним ще попихає при людях.
Одного дня їх заручили. Наїхало багато гостей, вітали молодих. Почала панночка готувати свій посаг, а потім і збиратися в дорогу на хутір. За клопотами Устина не встигла навіть з людьми попрощатися. Тільки обійняла їх на дорогу та сіла в сани. В місті дівчина не зважилася вийти з саней, коли пани обідали, тому лишилася голодною. Кликав її візник Назар, але вона відповіла, що не хоче їсти. Повернувшись, пан хотів відпустити її на хвилинку, та панночка заборонила, почала кричати.
На хуторі зустріли молодих люди з хлібом, вітали. Пан привітався до них, а молода вскочила в хату й знову почала кричати, що її не поважають, що він її принижує. Устина пройшлася кімнатами, але нікого не побачила. У віконце зазирнув парубок на ім'я Прокіп і став з нею розмовляти. Видно, сподобалась йому дівчина. Панночка теж розглядала своє нове помешкання, робила накази, що мають змінити. Дратувала її простота обстанови. Дізналася, що в хаті порядкує бабуся. Почав пан її кликати, та вона прийшла не зразу. Пані надулася, але чоловік не наважився на бабусю сваритися. Молода зовсім роздратувалася й відмовилася вечеряти. Довго ще вона плакала в покоях, а пан її вмовляв.
Бабуся закликала Устину вечеряти, та спочатку спитала дозволу у панночки. Разом з бабусею дівчина йде до іншого будиночка вечеряти. Там сидить візник Назар, коло печі порається його дружина Катря, яка встигає все — і на стіл накривати, і дитину колихати. У кутку також сидить той парубок Прокіп, якого Устя вже бачила. Всі розпитують її про панночку, і дівчина каже, що хазяйка її недобра. Катря у розпуці кидається до своєї дитини й починає плакати: не на таке життя вона надіялась, коли йшла вільна за панського.
Життя на хуторі ставало дедалі важчим. Люди посмутніли, боялися навіть заговорити одне до одного. Спочатку надіялися на свого пана, та потім побачили, що нічого він проти своєї дружини вдіяти не може. Вона зразу ж починає плакати, прикидатися ображеною, і він відступає. Засмучений став і пан. Устя з Прокопом покохали одне одного. Це стало їхньою єдиною радістю. Та пані все наглядала за своєю дівчиною й не давала проходу. У Катерини захворіла дитина, але пані не давала їй дивитися за дочкою. Мусила жінка працювати, хоча вночі зовсім не спала.
Одного дня хворе дитя вмерло. Затужила Катерина, а пані прогнала її на панщину. Стала жінка зовсім навісна, а через деякий час втопилася. Назар спохмурнів, та все намагався жартувати. Замість Катрі з міста взяли куховара-москаля, який вмів догодити хазяйці.
Стара пані вмерла. Коли у панночки народився син, наїхало багато гостей. Прокіп та Устя скористалися цією нагодою. Пан завів їх до будинку і попросив дружину благословити. У присутності гостей та не наважилася суперечити. Тим більше, що пропозицію підтримав кум-полковник. Пані почала ще більше мордувати Устину, все не могла пробачити їй шлюбу.
Одного разу кріпаки збирали яблука у садку. Старенька бабуся побачила дітей і почала їх наділяти яблуками. Це побачила пані й звинуватила стару в крадіжці. Бабуся гордо відповіла, що завжди жила чесно. Тоді хазяйка почала її бити, та вдарила стару сокирою. Прокіп захистив стару. Пан віддав Прокопа в москалі та повіз до міста. Разом з ним поїхала й Устя, не взявши із собою нічого. Тепер вони були вільні. В місті Устя найнялася поденно, жили в однієї вдови. Прокопа муштрував старий понурий москаль. Потім москалів відправили у похід. Перед виходом молоді попрощалися на хуторі із бабусею, яка була їм наче матір.
Устина дійшла зі чоловіком, Прокопом, до Києва і залишилася там, а Прокіп разом з москалями далі йшов у похід. Жилося Устині важко, вона сумувала за Прокопом, але вона раділа, що вільна. Назар втік з хутора, і більше про нього не чули. Стара бабуся була жива і терпіла, як і інші.

## Літературний аналіз твору

### Жанр, сюжет, композиція
«Інститутка» — перша в українській літературі соціальна повість. Оповідь ведеться від імені кріпачки Устини. Композиція повісті проста, події розгортаються послідовно. У першому розділі, який є експозицією, подається портрет Устини, крізь призму світосприймання якої розповідається про людей та події, робиться натяк на скорий приїзд панночки-інститутки. Зав'язкою є приїзд панночки і обрання Устини покоївкою. Розвиток дії настає через загострення стосунків панночки з кріпаками, її одруження та переїзд на хутір. Кульмінація повісті — сцена побиття панною старої кріпачки, її спроба побити Устину і втручання Прокопа. Розв'язка повісті — Прокопа віддають у рекрути, Устина позбувається знущань панночки й працює наймичкою в місті. Основним композиційним прийомом є антитеза, яку авторка використовує для підсилення непримиренності двох протилежних соціальних груп, неминучої боротьби між ними.

### Ідейно-тематичний зміст
У повісті зображена доля села напередодні ліквідації кріпацтва. У конкретних явищах, що відбуваються переважно в одному поміщицькому маєтку, відтворено кріпосницьку дійсність у її найтиповіших виявах. В загостренні соціального конфлікту повісті відтворюється процес посилення реальних класових суперечностей між кріпаками, доведеними до нестерпних страждань, і поміщиками, до краю розбещеними своїм повновладдям над кріпаком. Зображення суспільного життя в його розвитку, розкриття характерів у їх еволюції, соціальній детермінованості — усе це були важливі художньо-естетичні явища процесу формування в українській прозі творчих принципів реалізму. Викриття кріпосницької дійсності набуло особливої сили, ширшою і розмаїтішою стала галерея народних образів, рельєфніше окреслені людські індивідуальності. І. Франко зазначив, що цей твір проникає «найглибше в суть кріпацького лихоліття» і належить до «найкращих перел нашої літератури». Твір художньо переконує, що паразитичне існування й повновладдя над кріпаком становлять загрозу морально-духовного виродження панівної верхівки, втрати нею людських рис. Провідним мотивом у творі є думка Устини: «Любо на волі дихнути!»
Повістю «Інститутка» Марко Вовчок переконливо доводила, що ліквідація кріпосної системи є головним завданням доби. Відображуючи життя межах конкретних картин невеликого масштабу, Марко Вовчок підводить, однак, до висновків широкого суспільного змісту — про антигуманну сутність, неприродність усього суспільного ладу. В українській прозі зароджувалася радикально-демократична концепція розуміння народного життя, соціальної дійсності.

### Образна система повісті
У повісті використано багатий арсенал творення художніх образів: самоаналіз героїв, зовнішнє мовлення (діалог), внутрішні монологи, непрямі характеристики, наскрізну психологічну деталь.
Персонажі чітко поділені на дві антагоністичні групи: пани (панночка, бабуся інститутки, полковий лікар, чоловік панночки) і кріпаки (Устина, Прокіп, бабуся-служниця, Назар, Катря). У повісті зображено два покоління панів і два покоління кріпаків. Поміщиця-внучка показується ще жорстокішою й аморальнішою кріпосницею, ніж стара пані. Те, що представники молодшого покоління кріпаків, на відміну від терплячої бабусі-кріпачки, протидіють панським знущанням, прагнуть позбутися влади поміщиків, виражає думку про наростання антикріпосницьких настроїв у суспільстві. Головна героїня — Устина — хоч і не підноситься до активного протесту проти панських знущань, але її ненависть до панів зростає, її симпатії на боці волелюбного Назара й рішучого Прокопа. Разом з чоловіком, відданим панами в солдати за вияв протесту проти катування кріпаків, Устина звільняється від влади поміщиків і працює наймичкою в місті.
Кріпосників Марко Вовчок змальовує в сатиричному плані. Викриття розгульного, паразитичного панства в збірному сатирично-памфлетному динамічному портреті його («Все теє регочеться, танцює, їсть, п'є; все теє гуляще, дак таке випещене! Інша добродійка у двері не втовпиться!») та індивідуалізованих образах інститутки, пана, старої пані досягає великої художньої сили. В образі інститутки, виписаному різкими штрихами, узагальнені найхарактерніші риси експлуататора-самодура, хижака, породженого кріпосницькою системою. Поданий у розвитку, цей характер розкривається переважно в дії, вчинках, а також через бачення й оцінку різних персонажів. Так, крім інших способів характеристики, пані інститутці даються прямі оцінки оповідачкою Устиною («недобра», «немилосердна», «охижіла», тільки погляне, то наче за серце тебе рукою здавить", «все злісливіша, все лютіша»), Назаром («дивиться так, що аж молоко кисне»), Катрею («вона вже й оком своїм нас пожерла»), Прокопом, панами-сусідами. Виступає інститутка і з самохарактеристикою (науку «я в одно ухо впускала, а в друге випускала», «Я зо всього викручусь, іще й їх оступачу»).
Образом чоловіка інститутки Марко Вовчок спростовує думку про істотну залежність долі кріпаків від доброти та освіченості їхніх панів. Пан-лікар показаний і освіченим, і добрішим за жінку, але від того кріпакам не легше, бо, зрештою, він підкоряється жорстокій і владній дружині, своєму класовому оточенню й загалом кріпосницьким порядкам.

## Видання-першодруки
Марко Вовчок почала писати повість «Інститутка» (початкова назва «Панночка») 1858 року в Немирові, а закінчила наступного, 1859 року, в Санкт-Петербурзі.
В журнальному форматі повість «Інститутка» вперше надруковано в українському оригіналі у 1862 році в українському діаспорному журналі «Основа». Окремою книгою «Інститутка» вперше вийшла у другому томі першого повного зібрання українських творів Марка Вовчка, дві версії якого вийшли практично одночасно у 1877 та 1878 роках. Перше повне зібрання українських творів Марка Вовчка вийшло трьома томами у Львові у 1877 році накладом редакції Газети Школьной. Друге повне зібрання українських творів Марка Вовчка вийшло трьома томами у Львові у 1878 році стараннями Гната Онишкевича.
Першодруки нескороченої повної версії
- Марко Вовчок. Інститутка // // Основа. No 3 (березіль 1862 року). C.: 34-77[2]

Скорочені версії для дітей
- Марко Вовчок. Інститутка. Для дітей скоротив: Андрій Воронець. Малюнки: Юрій Арндт. Харків: Український Робітник; Друкарня «Український Робітник», 1929. 80 стор.

## Переклади іншими мовами
Повість вперше надрукована у російськомовному перекладі у 1860 році, за два роки до появи україномовного оригіналу, в російському журналі «Вітчизняні нотатки» (рос. Отечественные записки) (переклад підписаний Іваном Тургенєвим, хоча справжнім перекладачем був найімовірніше Пантелеймон Куліш). Того ж 1860 року, цей же російськомовний переклад було передруковано в російському журналі «Світанок; журнал наук, мистецтв та літератури для дорослих дівок» (рос. Рассвет; журнал наук, искусств и литературы для взрослых девиц). Через рік, у 1861 році, цей же російськомовний переклад виходить окремим виданням у збірці Марко Вовчок. Нові повісті та оповідання (рос. Марко Вовчок. Новые повести и рассказы).
- (переклад російською) Марко Вовчок. Институтка. Перев. с малороссійскаго: Иван Тургенев (справжній автор перекладу — Панько Куліш)[8] // Отечественные записки. 1860, Т. CXXVIII [128], № 1-2. С. 1-44.[7]
- (переклад хорватською) Marko Vovčok. Institutka. Prev. iz ruskoga:[9] Stojan Novaković // Vienac. 1872. NoNo 9,10,11[10][11]
- (переклад чеською) Marko Vovčok. Instytutka // Marko Vovčok. Slečinka z pensionátu a jiné prózy. Z ukr. orig. přel. a pozn. opatřil: Rudolf Hůlka; předmluva: Božena Johnová. Praha: SNKLHU. 1958. 176 s.: ?-? (Světová četba)[12]
- (переклад англійською No 1) Marko Vovchok. Instytutka // Marko Vovchok. Ukrainian folk stories: a selection. Translated from the Ukrainian by N. Pedan-Popil; edited by H.B. Timothy. Saskatoon: Western Producer Prairie Books, 1983. 159 p.: 97-134. ISBN 9780888331038 (ebook pdf, sites.utoronto.ca)
- (переклад англійською No 2) Marko Vovchok. After Finishing School. Translated from the Ukrainian by Oles Kovalenko. Kyiv: Dnipro, 1983. 124 p. (ebook pdf, sites.utoronto.ca)
- (переклад французькою) Marko Vovtchok. Une Dame Instruite. Traduit de l'ukrainien par Stanislas Dovhaniuk; illustre par Serguii Adamovytch. Kyiv: Dnipro. 1986. 118 p.

## Відгуки критиків
Найпершим відгук на повість «Інститутка» надрукував у 1860 році Пантелеймон Куліш у передмові до альманаху «Хата». Альманах вийшов ще до першого друку україномовного оригіналу повісті (у 1862 році в журналі «Основа») та навіть ще до першого друку російськомовного перекладу повісті (у журналі «Вітчизняні нотатки» (рос. Отечественные записки), де переклад був підписаний Іваном Тургенєвим). Це й не дивно, адже російськомовний переклад для Тургенєва у 1859 робив, імовірно, саме Куліш, тож на момент виходу альманаху «Хата» у 1860 році Куліш вже прочитав «Інститутку».
Загалом Куліш прохолодно відгукнувся про Вовчкову «Інститутку», зазначаючи що «тут, здається, ступив [Вовчок] дальш од первих оповіданій; а все ще крізь картину пробиваються в нього натурщики й натурщиці, з котрих він посписував собі етюди. Самостайнього творчества ми ще і в „Інститутці“ не вбачаємо. Геній народний виносить на своїх крилах фантазію Вовчкову; сам автор не здолав і досі пробити нову дорогу народному генію, як-от Шевченко».